# 中和镇 (梅河口市)
中和镇，是中华人民共和国吉林省通化市梅河口市下辖的一个乡镇级行政单位。

## 行政区划
中和镇下辖以下地区：
金厂沟村、关家沟村、张油坊村、三八石村、二八石村、黎明村、兰堡村、刘堡村、光明村、东下村和平等村。